# Mémoire auditive
 (mai 2016).
Si vous disposez d'ouvrages ou d'articles de référence ou si vous connaissez des sites web de qualité traitant du thème abordé ici, merci de compléter l'article en donnant les références utiles à sa vérifiabilité et en les liant à la section « Notes et références ».
La mémoire auditive est une fonction fondamentale de la perception auditive, sans laquelle on ne pourrait associer aucun son à aucun objet et notamment aucune voix à aucune personne ni aucun son à aucun mot.
La mémoire auditive est un des registres de la mémoire sensorielle. Elle fait partie de la mémoire à court terme, comme la mémoire visuelle. Elle permet de stocker des informations de nature auditive (sons, paroles…) pendant une période de temps brève (trois à quatre secondes)[réf. nécessaire].
Il existe nécessairement une mémoire à long terme, constituant une connaissance auditive. C'est cette mémoire qui nous permet, par exemple, de comprendre les mots de notre langue, ou de reconnaître la voix d'une personne, un cri d'animal ou une mélodie. Il existe aussi une mémoire acoustique épisodique permettant de se souvenir pendant quelque temps d'un évènement sonore (Crowder 1994, p. 124). Cette mémoire épisodique permet de comparer deux évènements sonores d'une complexité moyenne séparés par un certain intervalle de temps.